# Отопково
Отопково — деревня в Кочёвском районе Пермского края. Входит в состав Пелымского сельского поселения. Располагается севернее районного центра, села Кочёво. Расстояние до районного центра составляет 20 км. По данным Всероссийской переписи населения 2010 года, в деревне проживало 108 человек (60 мужчин и 48 женщин).

## История
По данным на 1 июля 1963 года, в деревне проживало 273 человека. Населённый пункт входил в состав Петуховского сельсовета.